# 騎兵衛隊總部

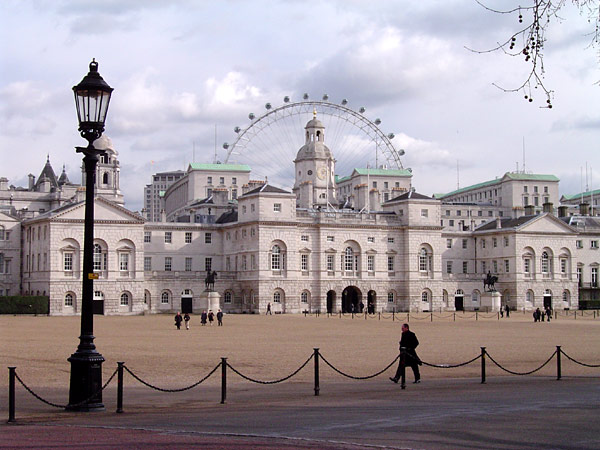

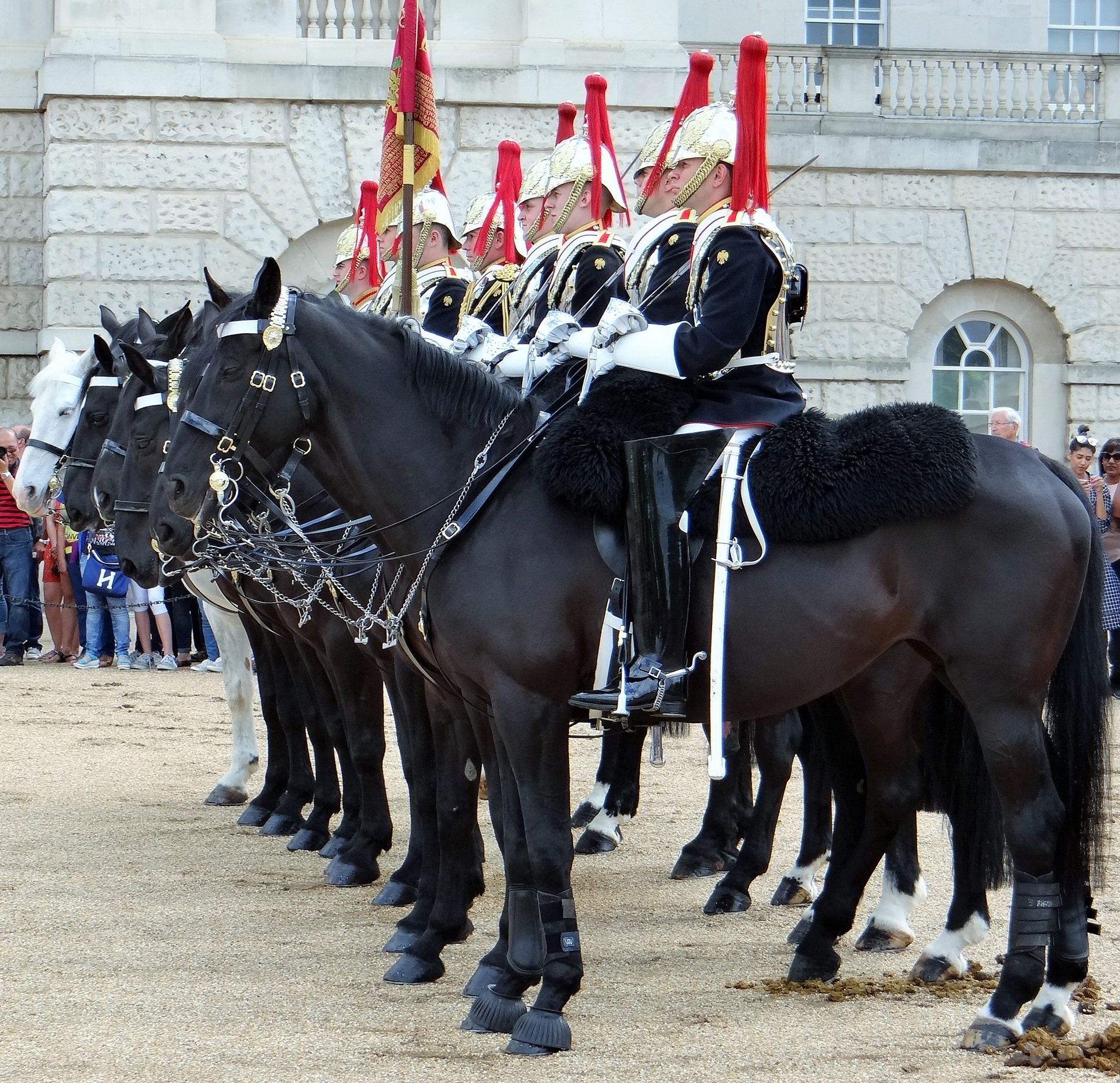
近衛騎兵在團部進行換崗儀式。

騎兵衛隊總部，或譯近衛騎兵團部（英語：Horse Guards），是位於倫敦的一座帕拉第奧式建築，修建於1750年至1755年。在1872年之前，這裡曾是英國陸軍的參謀本部。1904年之前這裡是英國陸軍最高司令官司令部。現在這裡是皇家騎兵衛隊的司令官本部，樓内底層仍保留馬廄供擔任衛兵任務的軍馬使用。
騎兵衛隊總部大樓同時是白金漢宮和聖雅各宮等皇宮組成的宮殿區的儀式性門樓，樓下的門洞在沒有典禮的日子供公衆通行。大樓朝向白廳一面有兩座騎兵崗亭，平日有近衛騎兵站崗，並定時進行交接儀式。大樓反面朝向騎兵衛隊路的一面前方是騎兵衛隊閱兵場，是軍旗敬禮分列式的舉辦地點。

## 外部連結
- Household Cavalry Museum （页面存档备份，存于） - official site

51°30′17″N 0°07′38″W / 51.50472°N 0.12722°W